# Leopold Figl
Leopold Figl (Michelhausen, 1902. október 2. – Bécs, 1965. május 9.) osztrák agrármérnök, politikus, államférfi, 1945 és 1953 között Ausztria kancellárjaként a második osztrák köztársaság első kormányfője, ideiglenes államfő, majd 1959-ig külügyminiszter, az osztrák államszerződés aláírója.

## Élete
Leopold Figl 1902-ben született az alsó-ausztriai Michelhausenhez tartozó Rust im Tullnerfeldben, kilencgyermekes gazdálkodó családban. Édesapja Josef Figl volt, aki Leopold 12 éves korában meghalt. Leopold Figl középiskolai tanulmányait Sankt Pöltenben végezte, majd a bécsi Universität für Bodenkultur agrármérnöki szakán szerzett diplomát. Tanulmányai alatt különböző katolikus diákszervezetek tagja volt, itt ismerkedett meg Julius Raab későbbi kancellárral is.
1931-ben az Alsó-Ausztriai Gazdaszövetség igazgatóhelyettese, majd 1933-ban a szervezet igazgatója lett. Az Engelbert Dollfuß vezette 1933-as ausztrofasiszta hatalomátvétel után a Szövetségi Gazdasági Tanács tagja volt a gazdaszövetség képviselőjeként, 1937-ben pedig az osztrák Birodalmi Gazdaszövetség elnöke lett.
Az Anschluss után ellenzéki tevékenysége miatt letartóztatták, és 1938 áprilisában az úgynevezett Prominententransporttal a dachaui koncentrációs táborba került. Itt Figl volt az első osztrák, akit botozásra ítéltek az Ausztria szó használata miatt, majd hat hónapig sötétzárkában tartották fogva, ahol hetente kétszer kapott kenyeret és vizet. 1939 szeptemberében a flossenbürgi koncentrációs táborba szállították, majd 1940 áprilisában visszakerült Dachauba, ahol Figl tífuszban is megbetegedett. Végül öt év után, 1943 májusában engedték ideiglenesen szabadon. Ezután Julius Raab építőipari vállalatánál dolgozott, és közben az illegális ellenállás keretében szervezkedett. 
1944 októberében ismét letartóztatták, majd a mauthauseni koncentrációs táborba került, 1945 januárjában pedig Bécsbe szállították, ahol a népbíróság hazaárulással vádolta. Hónapokat töltött halálsoron, végül más halálraítéltekkel együtt a náci uralom végén, 1945 áprilisában engedték szabadon, ekkor celláról cellára járva Figl akadályozta meg rabtársait abban, hogy megtámadják volt fogvatartóikat.
1945 áprilisában, Bécs felszabadítása után Figl a főváros közélelmezési biztosa lett, illetve újjászervezte a gazdaszövetséget, melynek igazgatója lett. Az Osztrák Néppártnak alapító tagja volt, és az alakuláskor a párt alelnökévé is választották. Április végén Alsó-Ausztria ideiglenes kormányzója és Karl Renner ideiglenes nagykoalíciós kormányának tárca nélküli minisztere lett. A választások után, 1945 decemberében Renner kinevezte kancellárnak, így Figl a második osztrák köztársaság első kormányfője lett. Ezután, december 24-én mondta híres karácsonyi rádióbeszédét, amelynek pontos szövege azonban nem ismert. Karl Renner halála után, 1950 végétől fél éven át Ausztria ideiglenes államfőjeként is tevékenykedett. Kormányát 1953 áprilisáig vezette, ekkor a szociáldemokratákkal való kompromisszumkészsége miatt párttársai lemondatták, utóda Julius Raab lett.
1953-tól 1959-ig Ausztria külügyminisztere volt. Jelentős szerepe volt az osztrák államszerződés létrejöttében, melyet 1955-ben Ausztria részéről ő írt alá. Külügyminiszterségét követően, 1959 és 1962 között a Nemzeti Tanács elnöke, majd haláláig Alsó-Ausztria kormányzója volt. Élete utolsó éveiben az osztrák cserkészet vezetője is volt. 
Nevéhez fűződik az úgynevezett Kukuruz-fogadás, amely széles körben ismertté vált, és szimbolikus jelentőséggel bírt az 1960-as évek Ausztriájában. 1960-ban Nyikita Hruscsov szovjet első titkár ausztriai útján ellátogatott Figl családjának alsó-ausztriai gazdaságába, ahol az egymást az államszerződés körüli tárgyalásokról ismerő politikusok fogadás kötöttek, miután Hruscsov azt állította, hogy az orosz kukorica tízszer több termést hoz, mint az osztrák vetőmagok. A tét egy disznó volt. A fogadás már-már elfelejtődött, amikor 1961-ben Hruscsov orosz vetőmagokat küldött, így azokat az osztrákok, az általuk küldött magokat pedig a szovjetek vizsgálták meg, és közösen megállapították, hogy a két országból származó magok egyenértékűnek tekinthetőek. A fogadást így Figl nyerte, de a tétet soha nem kapta meg.
Nem sokkal azután, hogy Alsó-Ausztria kormányzója lett, veserákot állapítottak meg Figlnél. Pártja 1965 elején felajánlotta neki az elnökjelöltséget, de Figl visszautasította azt, és néhány hónappal később Bécsben elhunyt. 1965 májusában, az osztrák államszerződés aláírásának tizedik évfordulója előtt egy nappal nagy tömeg kísérte utolsó útjára Bécsben, ahol a központi temetőben nyugszik.
Felesége 1930-tól Hildegard Hemala (1906-1989), egy keresztényszocialista politikus lánya volt. Két gyermekük született. 2020 decemberében Sankt Pölten püspöke, Alois Schwarz bejelentette, hogy kezdeményezi Figl boldoggá avatását.

## Fordítás
Ez a szócikk részben vagy egészben  a   Leopold Figl című német Wikipédia-szócikk ezen változatának fordításán alapul.  Az eredeti cikk szerkesztőit annak laptörténete sorolja fel. Ez a jelzés csupán a megfogalmazás eredetét és a szerzői jogokat jelzi, nem szolgál a cikkben szereplő információk forrásmegjelöléseként.